# Carlos Martín Álvarez
Carlos Martín Álvarez (Madrid, 9 de setembre 1874 - 13 d'agost de 1959) fou un advocat i polític espanyol, acadèmic de la Reial Acadèmia de Ciències Morals i Polítiques. Pare d'Alberto Martín Artajo.

## Biografia
Es llicencià en dret i exercí com a advocat a Madrid. Milità a Acció Catòlica i en fou membre de la seva primera Junta Nacional, i arribà a ser home de confiança del marquès de Comillas, amb qui col·laborà en la tasca social de l'entitat. Es casà amb Felicia Artajo y Achúcarro i van tenir 11 fills. Durant la dictadura de Primo de Rivera fou diputat de l'Assemblea Nacional Consultiva, tinent d'alcalde de l'ajuntament de Madrid i de 1927 a 1930 fou governador civil de Madrid.
Durant la Segona República Espanyola fou nomenat vocal del Tribunal de Garanties Constitucionals. Formà part de la candidatura de la CEDA per la província de Conca a les eleccions generals espanyoles de 1933, però no fou escollit.
Durant la guerra civil espanyola va romandre a Madrid. Fou empresonat un temps a la txeca de Bellas Artes i fou traslladat a la presó Model de Madrid el mateix dia del seu assalt. Després de la guerra va formar part de la directiva de l'Instituto de Reformas Sociales, del Consell de Treball, de la Junta del Crèdit Agrícola i de la Constructora Benèfica de Cases Barates de Madrid. El papa Pius XII el va guardonar amb la gran creu de l'Orde de Sant Silvestre i el govern franquista amb la Medalla al Mèrit en el Treball.
Hi ha un carrer a Madrid amb el seu nom.